# Bien culturel d'intérêt national (Catalogne)
Pour les articles homonymes, voir Bien d'intérêt culturel.
Un Bien culturel d'intérêt national (BCIN) (en catalan Bé Cultural d'Interès Nacional et en espagnol Bien Cultural de Interés Nacional) ou plus simplement Bien d'intérêt national (en catalan Bé d'Interès Nacional) constitue une protection légale des biens culturels, qu'ils soient meubles ou immeubles, les plus importants du patrimoine culturel de la Catalogne. Les conditions de protection et les modalités de déclaration sont définies par la loi 9/1993 du 30 septembre 1993 relative au patrimoine culturel catalan (en catalan llei 9/1993, de 30 de setembre, del patrimoni cultural català, LPCC).

## Présentation
Le classement en tant que BCIN est du ressort de l'administration de la Généralité de Catalogne qui inscrit le bien au Catalogue des biens culturels d'intérêt national.
À côté de ce classement en tant que BCIN, qui constitue le classement le plus élevé, il existe deux autres formes de classement, à savoir le classement en tant que Bien culturel d'intérêt local (BCIL) (Bé Cultural d'Interès Local) et en tant qu'Espace de protection archéologique (EPA) (Espai de Protecció Arqueològica).
Certains biens culturels sont automatiquement considérés comme biens culturels d'intérêt national, il s'agit :
- Des biens situés en Catalogne qui ont été déclarés, selon la loi 16/1985 du 25 juin 1985 relative au patrimoine historique espagnol, Biens d'intérêt culturel ou qui ont été inclus dans l'Inventaire général des biens meubles ;
- Des châteaux situés en Catalogne ;
- Des grottes, abris ou autres sites dans lesquels se trouvent des peintures rupestres ;
- Des documents conservés aux archives de la Couronne d'Aragon[4].

## Définition et classification
Les biens immobiliers sont classés en plusieurs catégories :
a. Monument historique : construction ou œuvre matérielle produite par l'activité humaine qui lui donne une unité particulière.
b. Ensemble historique : groupement de biens immobiliers, continu ou dispersé, qui constitue une unité cohérente et délimitée, avec une entité propre, sachant que chaque bien pris individuellement ne présente pas une valeur particulière.
c. Jardin historique : espace délimité qui est fruit d'un ordonnancement de l'homme à partir d'éléments naturels et qui peut inclure des structures fabriquées.
d. Lieu historique : endroit naturel où plusieurs biens immobiliers sont rassemblés, qui constitue une unité cohérente pour des raisons historiques et culturelles, auquel sont rattachés des événements ou des souvenirs du passé ou qui contiennent des œuvres humaines avec des valeurs historiques ou techniques.
e. Zone d'intérêt ethnologique : ensemble de vestiges, qui peuvent inclure des interventions dans le paysage naturel, les édifices et les installations, qui contiennent dans son sein des éléments constitutifs du patrimoine ethnologique de Catalogne.
f. Zone archéologique : lieu où il y a des restes de l'intervention humaine susceptibles d'être étudiés en profondeur par les méthodes de l'archéologie, que ces restes se trouvent en surface, dans le sous-sol ou sous les eaux. S'il est constaté pour les biens définis précédemment (a, b, c, d et e) qu'il existe des restes dans leur sous-sol qui ne peuvent être étudiés que les méthodes de l'archéologie, alors ces biens seront également qualifiés de zones archéologiques.
g. Zone paléontologique : lieu où il y a des vestiges fossilisés qui constituent une unité cohérente et avec une entité propre, sachant que chaque vestige pris individuellement ne présente pas une valeur particulière.
Les biens meubles peuvent être déclarés d'intérêt national seul ou en collection.

## Procédure de déclaration
Cette procédure est définie de la manière suivante :
1. La déclaration de biens culturels d'intérêt national requiert le lancement d'une procédure, initiée soit par l'administration de la Généralité de Catalogne, soit par un organisme public, soit par toute personne physique ou morale. Les raisons qui font qu'une action de classement ne soit pas lancée seront motivées.
2. Dans l'instruction de la procédure citée dans l'alinéa 1, il est nécessaire d'interroger les intéressés. Si la procédure se réfère à des biens immeubles, il est aussi nécessaire d'interroger la mairie concernée et de prévoir l'organisation d'une enquête publique.
3. Dans la procédure citée dans l'alinéa 1, un avis favorable doit être donné par le Consell Assessor del Patrimoni Cultural de Catalunya, l'Institut d'Estudis Catalans ou par toute institution scientifique, technique ou universitaire de prestige dont les compétences sont reconnues et identifiée de manière réglementaire.
4. Dans la procédure citée dans l'alinéa 1, seront constitués des dossiers historiques, architecturaux, archéologiques et artistiques, accompagnés d'une documentation graphique complète, ainsi qu'un dossier détaillé sur l'état de conservation du bien.

### Sources et bibliographie
Textes législatifs :
- Llei 9/1993, de 30 de setembre, del patrimoni cultural català [Loi 9/1993 du 30 septembre relative au patrimoine culturel catalan] (LPCC)
  - (ca) Version texte : « Llei 9/1993, de 30 de setembre, del patrimoni cultural català », sur dogc.gencat.cat, DOGC, 24 novembre 1993 (consulté le 4 juin 2018).
  - (ca) Version en pdf : « Llei 9/1993, de 30 de setembre, del patrimoni cultural català », sur portaldogc.gencat.cat, DOGC, 11 octobre 1993 (consulté le 4 juin 2018) [PDF].
  - (ca) Version consolidée : « Llei 9/1993, de 30 de setembre, del patrimoni cultural català », sur portaljuridic.gencat.cat, Portal Jurídic de Catalunya, 24 mars 2012 (consulté le 4 juin 2018).
  - (es) Version publiée au BOE en pdf : « Ley 9/1993, de 30 de septiembre, del patrimonio cultural catalan », sur boe.es, BOE, 4 novembre 1993 (consulté le 4 juin 2018) [PDF].
  - (es) Versions de Noticias Jurídicas : « Llei 9/1993, de 30 de setembre, del patrimoni cultural català », sur noticias.juridicas.com, Noticias Jurídicas (Wolters Kluwer España SA) (consulté le 4 juin 2018).

Autres sources :
- (ca) « Béns Culturals d'Interès Nacional (BCIN) » [« Biens culturels d'intérêt national (BCIN) »], sur cultura.gencat.cat, Departament de Cultura de la Généralité de Catalogne (consulté le 4 juin 2018).
- (ca) Departament de Cultura de la Generalitat de Catalunya, « Descripció del Patrimoni Cultural Immoble de Catalunya » (consulté le 26 septembre 2013), p. 2Generalitat de Catalunya, fragmento de la Ley del patrimonio cultural catalán del 30 de septiembre de 1993 (Llei 9/1993)
- (ca) Cristina Uribesalgo López, « La llei del patrimoni cultural català. Aspectes legals de protecció del patrimoni cultural », Urtx : revista cultural de l'Urgell, no 20,‎ 2007, p. 383-390 (ISSN 1130-0574, lire en ligne, consulté le 12 novembre 2013)